# 米森-维尔哈姆斯
米森-维尔哈姆斯是德国巴伐利亚州的一个市镇。总面积34.96平方公里，总人口1447人，其中男性752人，女性695人（2011年12月31日），人口密度41人/平方公里。

## 图集

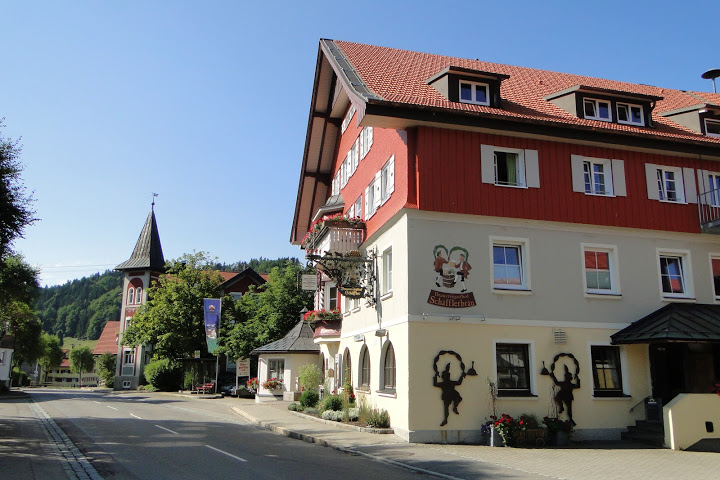
城区一角